# 우이바리 졸탄
우이바리 졸탄(Ujváry Zoltán, 1932년 1월 25일 ∼ 2018년 1월 28일)은 헝가리의 민족학 연구 교수이다.

## 생애
1932년 1월 25일 헝가리 헤트(Hét)에서 출생했다. 리머솜버트(Rimaszombat)에서 시작한 중등학교 과정을 미슈콜츠(Miskolc)에서 마쳤다. 1955년 데브레첸대학교(Debreceni Egyetem) 헝가리어과에서 학위를 취득한 이후, 동대학 민속학과에서 교편 생활을 시작했다. 1979년부터 정교수로 임명되어 20여 년 동안 민속학과 학과장으로 근무했으며, 현재 명예교수로 활동 중이다. 우크라이나 웅그바르 대학(Ungvári Egyetem)에서 명예박사 학위를 받았고, 레바르트(Lévárt), 헤트, 마테설커(Mátészalka), 니러차드(Nyíracsád)에서 명예 시민증을 받았다. 피트레(Pitre), 죄르피 이슈트반(Győrffy István), 모러 페렌츠(Móra Ferenc), 오르투터이 줄라(Ortutay Gyula), 쾰체이(Kölcsey) 상을 수상했고, 2003년에는 헝가리 학술원상을 받았다.
우이바리 졸탄은 민속 시가, 풍습, 민속 드라마, 문학과 민속학의 연관성, 문화, 신화 등 폭넓은 분야를 연구하고 있다. ≪문화와 전통(Műveltség és Hagyomány)≫, ≪민속학과 민족학(Folklór és Ethnográfia)≫, ≪Studia Ethnographica et Folkloristica≫ 시리즈에 공동 저자로 참여했고, 잡지 ≪민족(Ethnica)≫의 편집인으로 활동 중이다. 민속 시가 모음집인 ≪괴뫼리 민요와 민중 발라드(Gömöri népdalok és népballadák)≫(1977), ≪날아라, 제비야(Szállj el, fecskemadár)≫(1980), ≪농부의 속담과 격언(Egy földműves szólási és közmondásai)≫(1996), ≪속담모음집(Szólásgyűjtemény)≫(2001), ≪속담과 격언 대 사전≫(2003) 등을 출간했다. 대단한 성공을 거둔 일화모음집으로 ≪화덕 안의 새색시(Menyecske a kemencében)≫(1986), ≪괴뫼리에서 마차시 왕(Mátyás király Gömörben)≫(1990), ≪괴뫼리의 유쾌한 일화들(Huncut adomák Gömörből)≫(1995)이 있다. 헝가리 민속 드라마를 다룬 업적들은 이전에 유례를 찾을 수 없는 결과물로, 드라마사적인 관점에서도 부족했던 부분들을 채워 주는 역할을 했다: ≪놀이와 가면(Játék és maszk) 1∼4≫(1983~1988), ≪사육제 풍습(Farsangi népszokások)≫(1991), ≪민속극과 가면 풍습(Népi színjátékok és maszkos szokások)≫(1997).
소설적 가치가 있으며 체코슬로바키아ᐨ헝가리인들 추방에 관해 다룬 ≪고향에서 실향민이 되다(Szülőföldön hontalanul)≫는 외국어로도 출판되었다. 1999년 보르네미서 페테르(Bornemisza Péter)의 ≪악마의 공포(Ördögi kísértetek)≫에 들어 있는 민속학적인 요소들, 그리고 2004년 모러 페렌츠(Móra Ferenc)의 작품에 들어 있는 민속적인 요소들을 개작해서 출판했다.
일생의 업적을 정리하는 의미로 ≪가르침과 연구(Tanítás és kutatás)≫를 1992년에 처음으로 출판했고, 같은 해에 ≪60년의 기념물(Hatvan év emlékei)≫과 그간의 연구 논문들을 정리한 ≪문화와 전통(Kultúra és tradíció)≫이라는 단행본을 출판했다. 그리고 60세 생일을 기념해 그 일생의 업적에 대한 서지를 출간했다.